# Căpitanul Fracasse
Căpitanul Fracasse (în franceză: Le Capitaine Fracasse) este un roman istoric din 1863 al scriitorului francez Théophile Gautier. Este un roman de aventuri care are loc în secolul al XVII-lea. Povestea a fost adaptată de mai multe ori pentru film și televiziune. 

## Rezumat
Romanul prezintă povestea baronului de Sigognac din timpul domniei lui Ludovic al XIII-lea al Franței (în perioada 1610-1643), un nobil destituit care decide să-și abandoneze castelul pentru a se alătura unei trupe de teatru, totul datorită dragostei pe care o poartă unei tinere actrițe.

## Adaptări
Listă de filme bazate pe roman: 
- 1919 Captain Fracasse
- 1929 Captain Fracasse
- 1940 Captain Fracasse
- 1943 Captain Fracasse
- 1961 Căpitanul Fracasse (Captain Fracasse), regia Pierre Gaspard-Huit
- 1990 Captain Fracassa's Journey